# Тукманова, Арина Ивановна
Арина Ивановна Тукманова (1778—1804) — русская танцовщица.

## Биография
Родилась в 1778 году. Обучалась в Петербургском театральном училище у педагогов И. И. Вальберха и Дж. Канциани. Ещё во время учёбы начала выступать на сцене (1794), а после окончания училища — с балетной труппой Петербургского театра (1797). С 1799 по 1803 год была ведущей артисткой. С 1802 года — участница драматических и оперных представлений.
Танцовщица балетных постановок Шарля Ле Пика (Лусинда — «Оракул» комп. В. Мартин-и-Солера; Зефир — «Амур и Психея»), И. И. Вальберха (Вакханка  — «Ариадна, покинутая Тезеем 
на острове Наксосе» комп. В. Мартин-и-Солера) и П. Шевалье (Берениса — «Возвращение Полиорцета», Грация — «Свадьба Фетисы и Пелея» комп. Париса).
В 1803 году ушла со сцены. Умерла в 1804 году от туберкулёза.